# 真隆寺 (松戸市)
真隆寺（しんりゅうじ）は、千葉県松戸市にある日蓮宗の寺院。

## 歴史
創建年代は不明である。当初は真言宗の寺院で「真如坊」という名称であったが、1275年（建治元年）に本寺の弘法寺が日蓮宗に転宗したのを機に、当寺も日蓮宗の寺となり、「頂興山真隆寺」に改称した。日蓮宗真隆寺としての初代住職は日宣である。日宣は日蓮宗弘法寺の初代住職日頂の弟子である。
当寺は「菊の御紋赤門寺」と呼ばれている。江戸時代、当地は小金五牧の一つ「中野牧」にあり、江戸幕府第8代将軍徳川吉宗は度々鷹狩に訪れていた。その時の縁で「菊の御紋赤門寺」の格式が与えられたものと推測される。
当寺境内には、日蓮宗信者の加藤清正を祀った「清正公堂」がある。現在の堂は、2000年（平成12年）に再建されたものである。

## 交通アクセス
- 東松戸駅より徒歩6分。